# AMTHG
AMTHG - Academia din Moscova pentru Turism, afaceri Hoteliere și Gastronomie  (a Guvernului Moscovei) (rusă Московская академия туристского и гостинично-ресторанного бизнеса)

Fondată: 1966.
Locație: Moscova, Rusia.

AMTHG este cea mai mare academie pentru turism din Moscova, Rusia. Academia a fost fondată în 1966.

AMTHG educă și formează specialiști în Turism și economiști-manageri.

## Istoric
Creat pe 30 septembrie 1966 ca Cursuri superioare privind formarea și recalificarea specialiștilor în legătură cu deservirea turiștilor străini.
În octombrie 1975, Cursurile Superioare și Laboratorul de Cercetare a Problemelor pentru elaborarea regulilor sectoriale de primire și întreținere a turiștilor străini și a cetățenilor sovietici din URSS în complexul hotelier și turistic au fost transformate în Institutul de Studii Avansate de Senior Manageri și Specialiști ai URSS Glavintourist. În același an, în ajunul Jocurilor Olimpice din 1980, în cadrul institutului s-au organizat anual sesiuni de instruire pentru barmani, cu participarea specialiștilor din Statele Unite, prin care au trecut mai mult de 500 de persoane.